# Földihangyászfélék
A földihangyászfélék (Formicariidae) a madarak osztályának verébalakúak (Passeriformes) rendjébe tartozó család.
Az újabb kutatások a  Grallaria, Hylopezus, Myrmothera és a Grallaricula nemeknek létrehozták az új hangyászpittafélék (Grallaria) családot, a Pittasoma nemet pedig áthelyezték a szúnyogevőfélék (Conopophagidae) közé.

## Rendszerezésük
A családot George Robert Gray írta le 1840-ben, az jelenleg az alábbi 2 nem és 11 faj tartozik ide:
- Formicarius – 5 faj
  - vörössapkás hangyászrigó (Formicarius colma)
  - feketearcú hangyászrigó (Formicarius analis)
  - Formicarius rufifrons
  - Formicarius nigricapillus
  - Formicarius rufipectus

- Chamaeza – 6 faj
  - Chamaeza campanisona
  - Chamaeza nobilis
  - Chamaeza turdina
  - Chamaeza meruloides
  - Chamaeza ruficauda
  - Chamaeza mollissima